# 濱路駅
座標: 北緯46度44分24秒 東経142度37分17秒 / 北緯46.74000度 東経142.62139度
濱路駅（はまじえき）は、樺太留多加郡留多加町に存在した南樺鉄道の駅。

## 歴史
- 1926年（大正15年）10月1日 - 南樺鉄道が開通し開業。
- 1945年（昭和20年）8月 - ソ連軍が南樺太へ侵攻、占領し、駅も含め全線がソ連軍に接収される。
- 1946年（昭和21年）4月1日 - ソ連国鉄に編入。ロシア語駅名は「ペスチャンスコエ」。

## 運行状況
- 昭和十五年七月一日訂補では新場駅と留多加駅との間を1日4往復していた。

## 隣の駅
南樺鉄道
江ノ浦駅 -  濱路駅 - 濱路公園駅